# کندال بک
کندال بک (به انگلیسی: Kendall Beck) ژیمناست زادهٔ ۶ اوت ۱۹۸۱ میلادی اهل کشور ایالات متحده آمریکا است.